# Supercopa de España femenina de baloncesto
La Supercopa de España Femenina de baloncesto, es una competición anual, iniciada en 2003 y organizada por la FEB, que enfrenta al vigente campeón de la Liga Femenina con el vigente campeón de la Copa de la Reina. En el caso de que ambos equipos coincidan, participarán el campeón de Liga contra el subcampeón de Copa.
La competición se celebraba a partido único en la ciudad del equipo campeón de Liga y tiene lugar a principio de temporada, antes del comienzo de la Liga Femenina.
En su edición de 2020, la SuperCopa de la Liga Femenina Endesa estrenó nuevo formato, con los cuatro mejores equipos de la competición peleando el título.
Desde entonces, se clasifican el campeón y el subcampeón de Liga y el campeón de Copa, así como el equipo de la provincia en que se organiza el torneo. Si alguno de ellos coincide, se clasifica adicionalmente el subcampeón de Copa, y adicionalmente el tercer clasificado de la Liga si coincidesen tres de los equipos.

## Historial
| Ed.                           | Temporada                     | Campeón                       | Res.                          | Subcampeón                    | Sede                          | MVP (equipo)                           |
| Campeonato de España Femenino | Campeonato de España Femenino | Campeonato de España Femenino | Campeonato de España Femenino | Campeonato de España Femenino | Campeonato de España Femenino | Campeonato de España Femenino          |
| ----------------------------- | ----------------------------- | ----------------------------- | ----------------------------- | ----------------------------- | ----------------------------- | -------------------------------------- |
| I                             | 2003                          | Ros Casares Valencia (1)      | 69–60                         | UB-FC Barcelona               | Valencia                      | Sandy Brondello (Ros Casares Valencia) |
| II                            | 2004                          | Ros Casares Valencia (2)      | 70–56                         | C.B. Avenida                  | Salamanca                     | Amaya Valdemoro (Ros Casares Valencia) |
| III                           | 2005                          | UB-FC Barcelona (1)           | 62–55                         | C.B. Avenida                  | Barcelona                     | Marta Fernández (UB-FC Barcelona)      |
| IV                            | 2006                          | Ros Casares Valencia (3)      | 83–72                         | C.B. Avenida                  | Salamanca                     | Elisa Aguilar (Ros Casares Valencia)   |
| V                             | 2007                          | Ros Casares Valencia (4)      | 68–61                         | C.B. Avenida                  | Valencia                      | Elisa Aguilar (Ros Casares Valencia)   |
| VI                            | 2008                          | Ros Casares Valencia (5)      | 72–50                         | CB San José de León           | Valencia                      | Laia Palau (Ros Casares Valencia)      |
| VII                           | 2009                          | Ros Casares Valencia (6)      | 68–64                         | CB Ibiza                      | Valencia                      | Erika de Souza (Ros Casares Valencia)  |
| VIII                          | 2010                          | C.B. Avenida (1)              | 76–72                         | Ros Casares Valencia          | Valencia                      | Sancho Lyttle (P. Avenida Salamanca)   |
| IX                            | 2011                          | C.B. Avenida (2)              | 77–65                         | Rivas Ecópolis                | Salamanca                     | DeWanna Bonner (P. Avenida Salamanca)  |
| X                             | 2012                          | C.B. Avenida (3)              | 68–59                         | Uni Girona CB                 | Salamanca                     | Roneeka Hodges (P. Avenida Salamanca)  |
| XI                            | 2013                          | C.B. Avenida (4)              | 62–57                         | Rivas Ecópolis                | Salamanca                     | Shay Murphy (P. Avenida Salamanca)     |
| XII                           | 2014                          | C.B. Avenida (5)              | 87–52                         | Rivas Ecópolis                | Leganés                       | Marta Xargay (P. Avenida Salamanca)    |
| XIII                          | 2015                          | Spar Citylift Girona (1)      | 61–59                         | C.B. Avenida                  | Gerona                        | Chelsea Gray (Spar Citylift Girona)    |
| XIV                           | 2016                          | C.B. Avenida (6)              | 93–80                         | IDK Gipuzkoa                  | Salamanca                     | Adaora Elonu (P. Avenida Salamanca)    |
| XV                            | 2017                          | C.B. Avenida (7)              | 61–55                         | Spar Citylift Girona          | Salamanca                     | Erika de Souza (P. Avenida Salamanca)  |
| XVI                           | 2018                          | C.B. Avenida (8)              | 72–62                         | Spar Citylift Girona          | Salamanca                     | Erika de Souza (P. Avenida Salamanca)  |
| XVII                          | 2019                          | Spar Citylift Girona (2)      | 82–80                         | C.B. Avenida                  | Gerona                        | Adaora Elonu (Spar Citylift Girona)    |
| XVIII                         | 2020                          | C.B. Avenida (9)              | 66–50                         | Lointek Gernika Bizkaia       | Bilbao                        | Nikolina Milić (P. Avenida Salamanca)  |
| XIX                           | 2021                          | Valencia Basket (1)           | 81–63                         | C.B. Avenida                  | San Cristóbal de La Laguna    | Cristina Ouviña (Valencia Basket)      |
| XX                            | 2022                          | Uni Girona C. B. (3)          | 70–65                         | Valencia Basket               | Vitoria                       | Rebekah Gardner (Spar Citylift Girona) |
| XXI                           | 2023                          | Valencia Basket (2)           | 78–73                         | C.B. Avenida                  | Las Palmas                    | Raquel Carrera (Valencia Basket)       |
| XXII                          | 2024                          | Valencia Basket (3)           | 84–60                         | Casademont Zaragoza           | Alcantarilla                  | Nadia Fingall (Valencia Basket)        |
| XXIII                         | 2025                          |                               | –                             |                               | Huesca                        |                                        |

## Palmarés
| Equipo                  | Títulos | Subcamp. | Años campeonatos                                     |
| ----------------------- | ------- | -------- | ---------------------------------------------------- |
| P. Avenida Salamanca    | 9       | 8        | 2010, 2011, 2012, 2013, 2014, 2016, 2017, 2018, 2020 |
| Ros Casares Valencia    | 6       | 1        | 2003, 2004, 2006, 2007, 2008, 2009                   |
| Uni Girona CB           | 3       | 3        | 2015, 2019, 2022                                     |
| Valencia Basket         | 3       | 1        | 2021, 2023, 2024                                     |
| UB-FC Barcelona         | 1       | 1        | 2005                                                 |
| Rivas Ecópolis          | 0       | 3        |                                                      |
| Casademont Zaragoza     | 0       | 1        |                                                      |
| CB San José de León     | 0       | 1        |                                                      |
| CB Ibiza                | 0       | 1        |                                                      |
| IDK Gipuzkoa            | 0       | 1        |                                                      |
| Lointek Gernika Bizkaia | 0       | 1        |                                                      |